# Mösspartiet

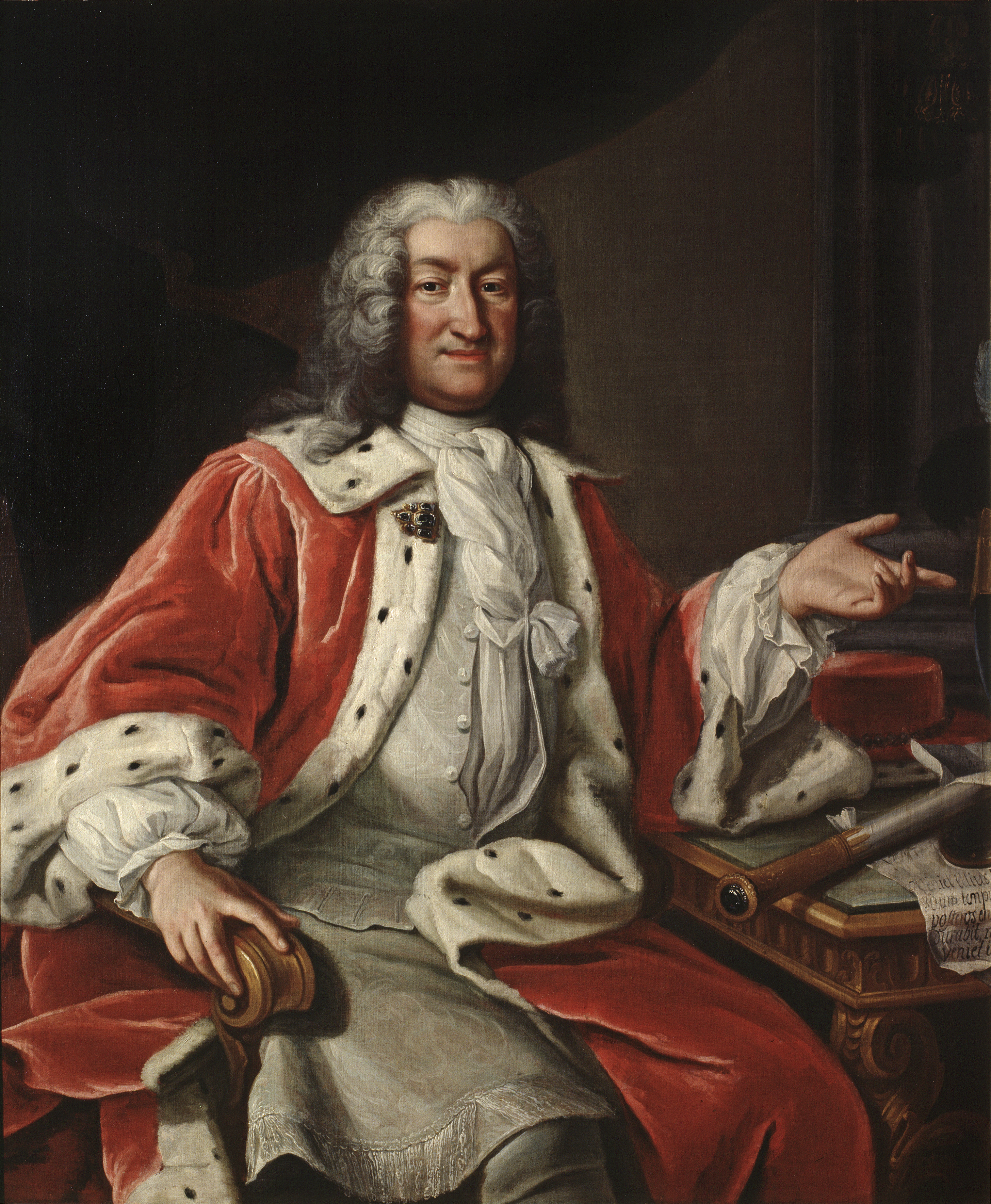
Arvid Horn

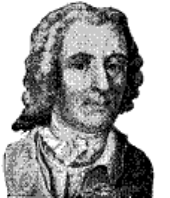
Mattias Alexander von Ungern-Sternberg

Mösspartiet (partia czapek) – prorosyjskie stronnictwo polityczne w Szwecji XVIII wieku (Era wolności). Kierował nim Arvid Horn, choć za jego rządów nazywano ją raczej partią dworu (szw. hovpartiet).
Jego przeciwnikami politycznymi byli profrancuscy posłowie zgrupowani w partii kapeluszy (Hattpartiet), wcześniej Partii Holsztyńskiej. W roku 1738 partia kapeluszy odniosła znaczne zwycięstwo i Arvid Horn musiał odejść z polityki. Nieco późniejszymi politykami powiązanymi z partią czapek byli Mattias Alexander von Ungern-Sternberg i Joachim von Düben.